# Volkshuis

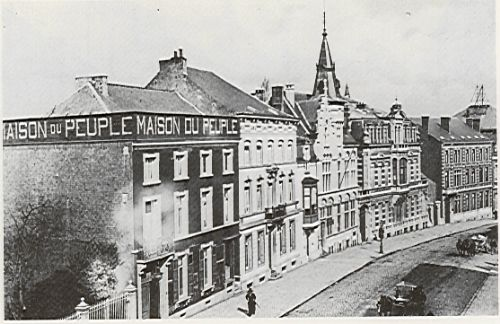
Oud Volkshuis in Zinnik

Een Volkshuis (Frans: Maison du Peuple, Duits: Volkshaus) was in vele steden, waaronder ook in België en Nederland, in de 19e en 20e eeuw een sociale ontmoetingsplaats voor arbeiders. Volkshuizen boden plaats voor ontspanning en opleiding, maar waren ook belangrijk voor de ontwikkeling van de arbeidersbeweging en haar sociale strijd.

## België
In België werd in 1872 in Jolimont het eerste Volkshuis opgericht. De volgende decennia werden in vele dorpen en steden volkshuizen opgetrokken, in de steden vaak monumentale bouwwerken.
Er ontstonden zowel socialistische, liberale als christelijke of katholieke volkshuizen. Vele volkshuizen ontstonden in de schoot van een samenwerkende maatschappij of coöperatie. Deze legden zich aanvankelijk vaak toe op broodbedeling, maar hun activiteiten breidden zich snel uit.
Vanaf de jaren 1970 verloren de volkshuizen stilaan hun belang en vele werden gesloten. Sommige volkshuizen gingen op verschillende plaatsen ook onder de slopershamer, zoals het befaamde Volkshuis van Victor Horta in Brussel, dat in 1965 werd gesloopt. In Luik verdween La Populaire in 1977. In Charleroi werd het Maison du Peuple in 1980 afgebroken. De gebouwen van de Vooruit in Gent bleven bewaard. Het Liberaal Volkshuis "Help U Zelve" in Antwerpen werd een steinerschool. Ook het Volkshuis van Sint-Niklaas bleef bewaard.

## Nederland
In Nederland werd in 1892 in Amsterdam het eerste volkshuis – Ons Huis – geopend in de Amsterdamse Jordaan. Daarna ontstonden soortgelijke voorzieningen onder diverse namen, zoals volkshuis, dorpshuis, buurthuis en clubhuis.

## Galerij

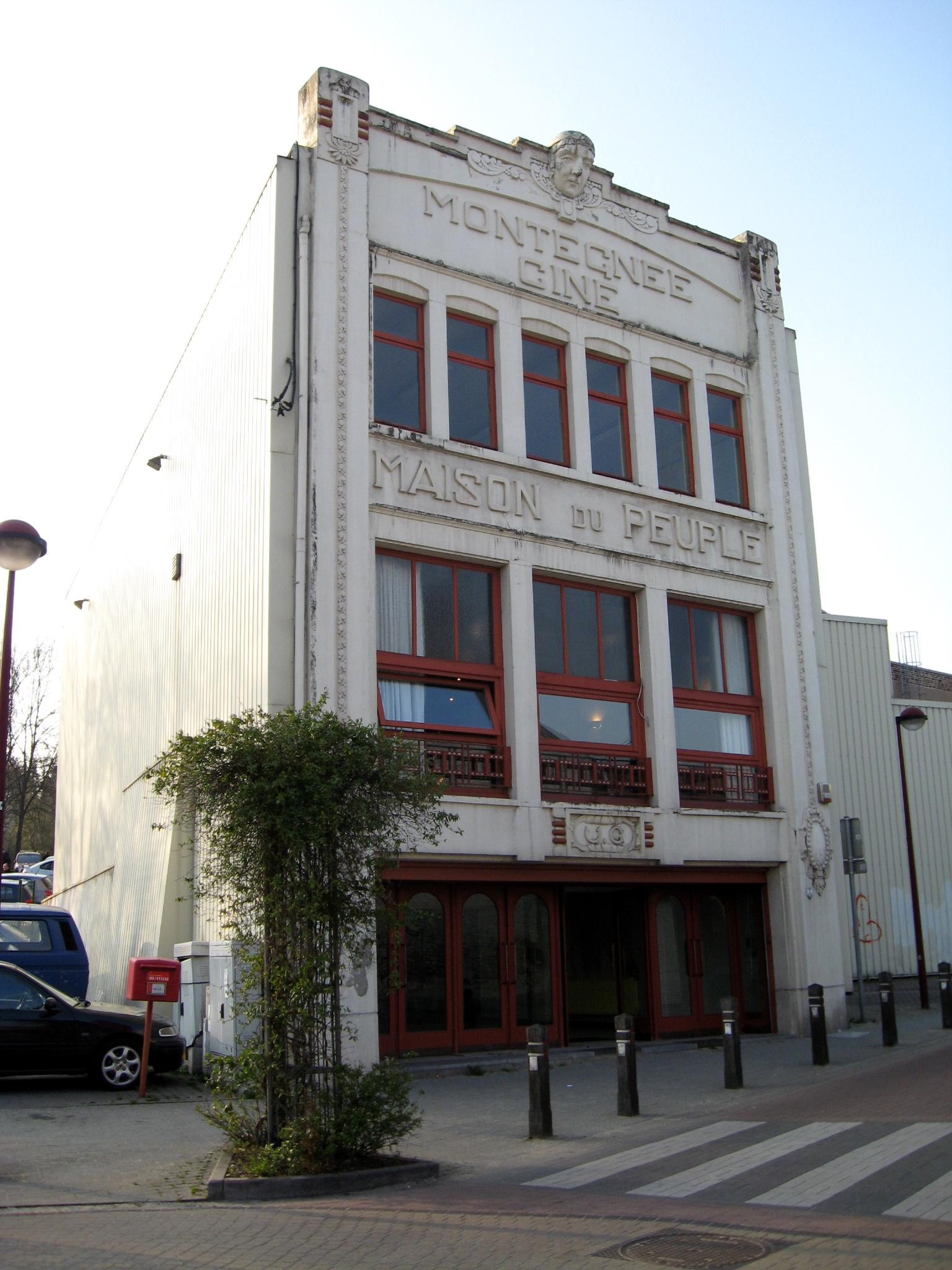
Maison du Peuple Montegnée
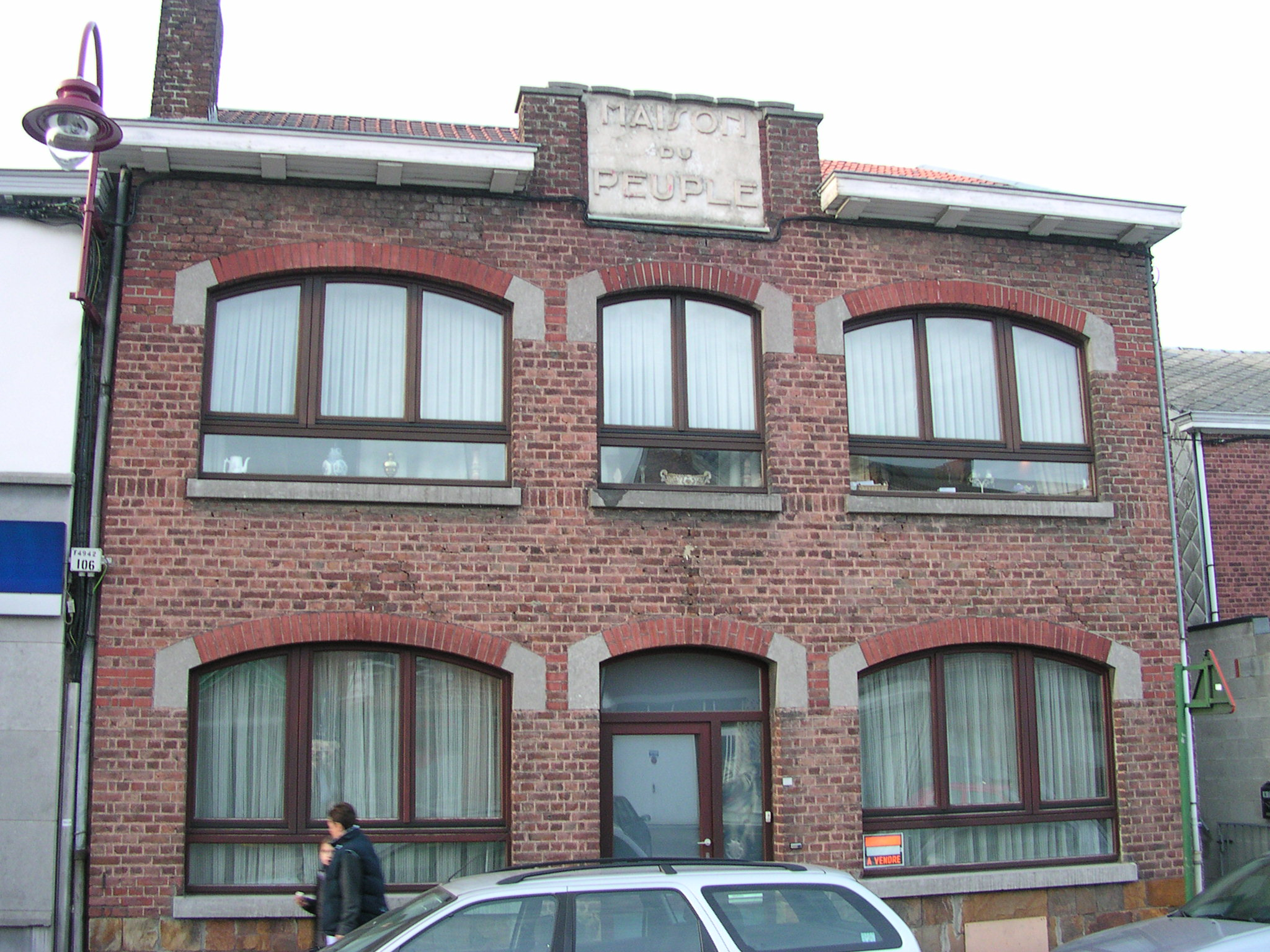
Maison du Peuple in Blegny
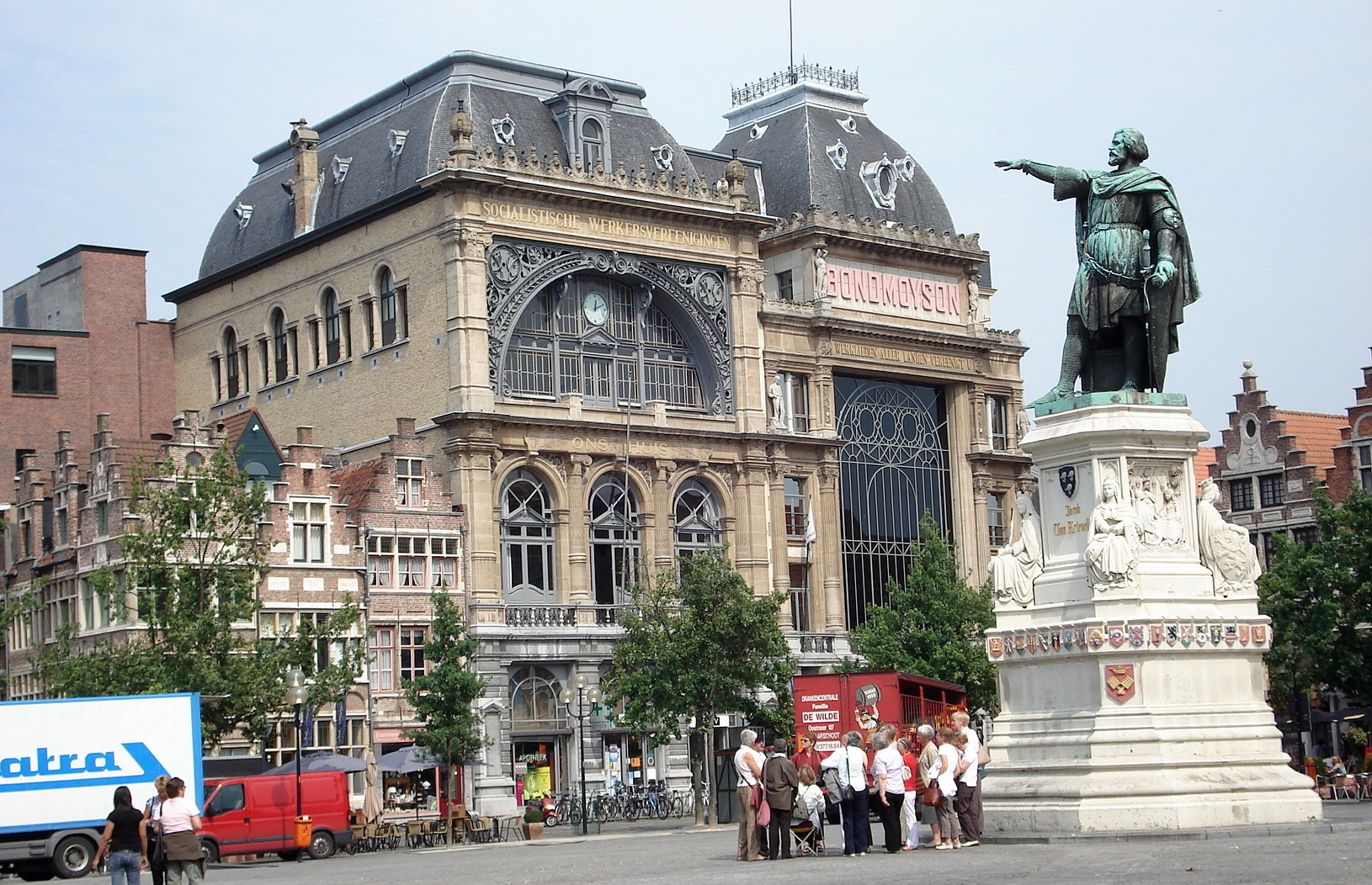
Volkshuis in Gent
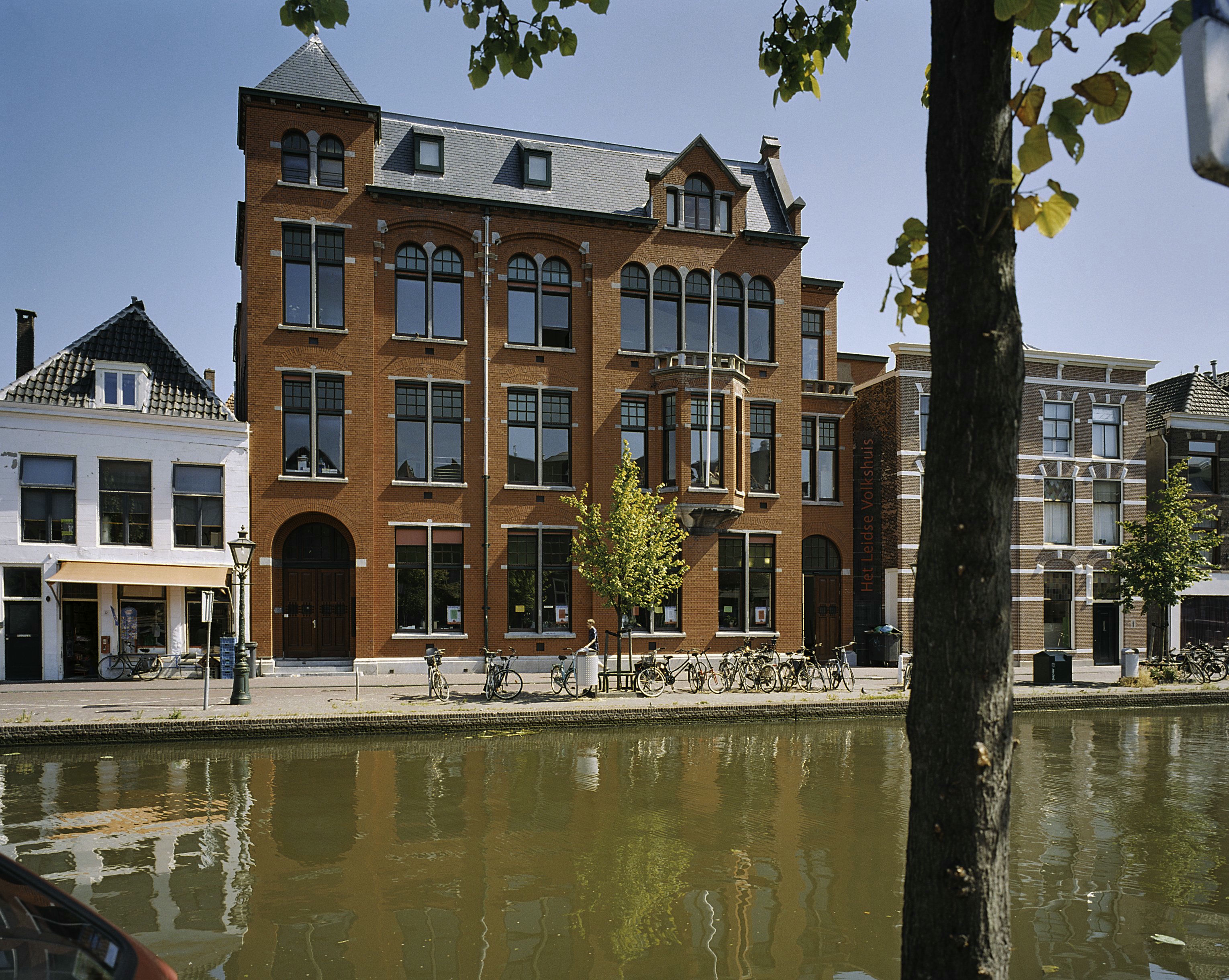
Het Volkshuis te Leiden
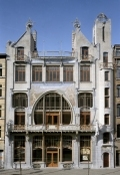
Help U Zelve in Antwerpen
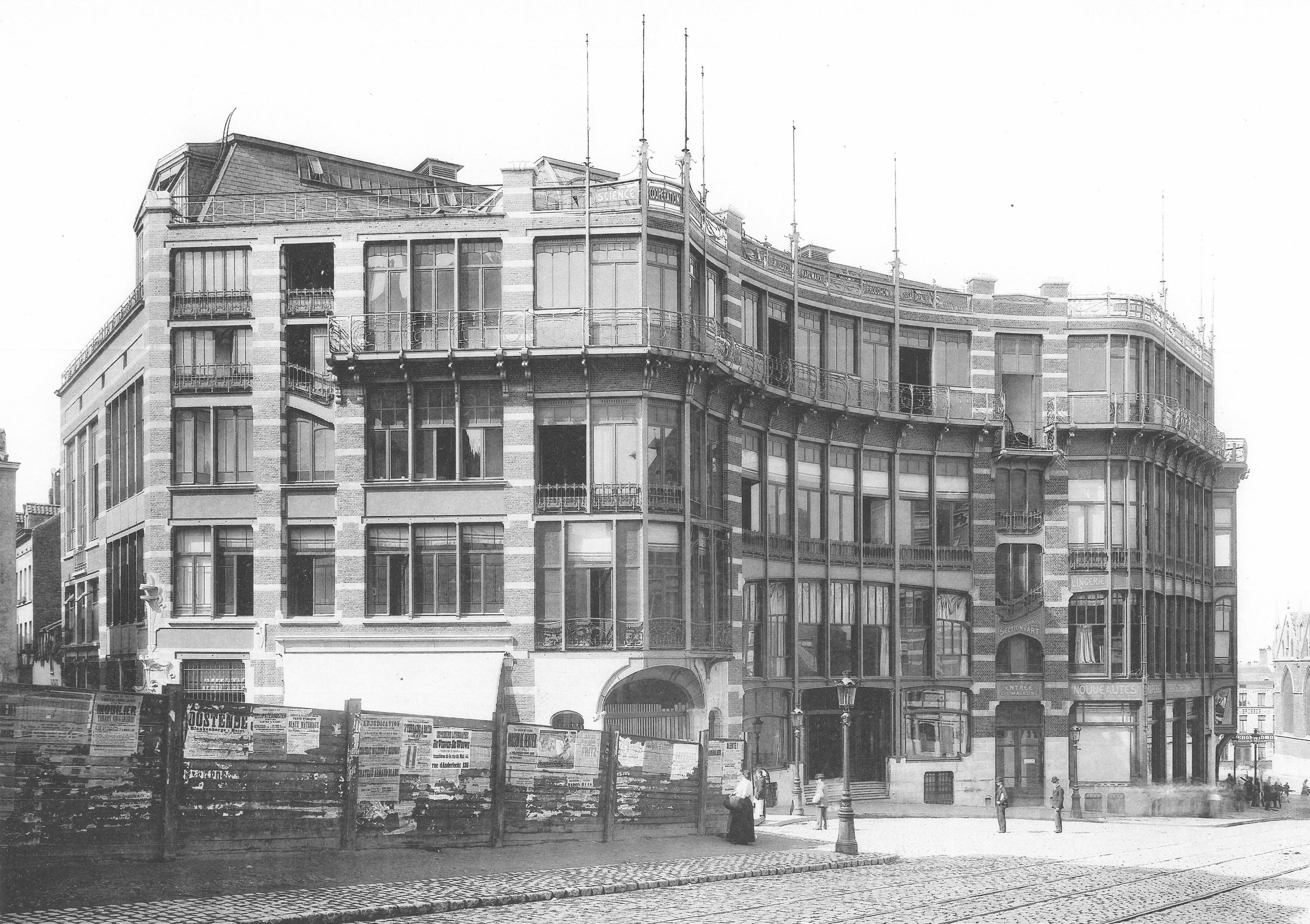
Volkshuis in Brussel
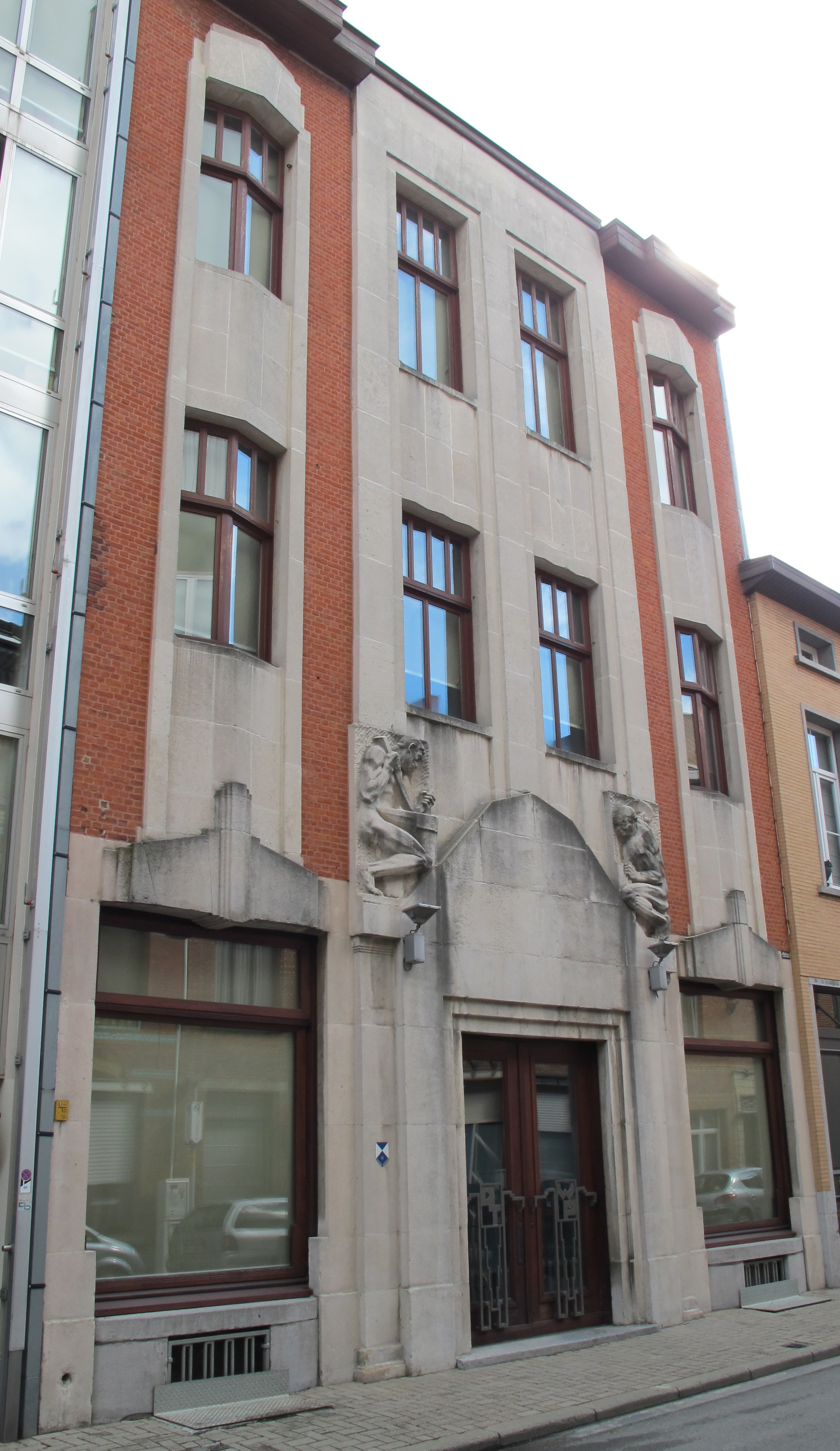
Volkshuis in Sint-Niklaas